# Sukarno
Sukarno (/suːˈkɑrnoʊ/; nascido Kusno Sosrodihardjo, localmente [kʊsnɔ]; Surabaia, 6 de junho de 1901 – Jacarta, 21 de junho de 1970) foi um político indonésio que serviu como Presidente da Indonésia, de 1945 a 1967.
Sukarno fora um ativista desde muito jovem e rapidamente se tornou um dos líderes da luta da Indonésia por independência do Império holandês. Ele havia se tornado um líder proeminente do movimento nacionalista no período colonial e chegou a ser preso por quase uma década pelas autoridades holandesas até que o país foi invadido pelo Japão durante a Segunda Guerra Mundial. Sukarno e seus colegas nacionalistas colaboraram para angariar apoio para o esforço de guerra japonês da população, em troca da ajuda japonesa na divulgação de ideias nacionalistas. Após a rendição do Japão, Sukarno e Mohammad Hatta proclamaram a independência da Indonésia, em 17 de agosto de 1945, e Sukarno foi apontado como presidente. Ele liderou os indonésios na resistência contra as forças coloniais, por meios diplomáticos e militares, até que a independência do país foi reconhecida em 1949. O escritor Pramoedya Ananta Toer certa vez escreveu que "Sukarno foi o único líder asiático da era moderna capaz de unificar pessoas de origens étnicas, culturais e religiosas tão diferentes sem derramar uma gota de sangue".
Após um período caótico sob uma democracia parlamentar, Sukarno estabeleceu um sistema autocrático chamado "Democracia Guiada" em 1959 que acabou com a instabilidade e rebeliões que ameaçavam a sobrevivência do diverso e turbulento país. No começo da década de 1960, Sukarno deu uma guinada na política nacional em direção a esquerda ao apoiar e proteger o Partido Comunista da Indonésia (PKI). Estes movimentos irritaram os militares e os islamitas. Ele também embarcou em uma série de políticas externas agressivas sob a rubrica de "anti-imperialismo", com ajuda da União Soviética e da China. O fracasso do Movimento de 30 de Setembro em 1965 levou a destruição do PKI com execuções em massa de membros e simpatizantes do partido comunista em diversas regiões, com o total de mortos indo de 500 000 a 1 000 000 de pessoas. O descontentamento entre as forças armadas, fundamentalistas islâmicos e elementos conservadores na sociedade cresceu ao ponto que, em meados de 1967, um general chamado Suharto, removeu o presidente do poder. Sukarno foi posto em prisão domiciliar e lá permaneceu até sua morte, em 1970.